# 小宮山晃義
小宮山 晃義（こみやま てるよし、1983年9月27日 - ）は、NHKのアナウンサー。

## 人物
幼稚園から高校までを暁星学園で過ごした（歌舞伎俳優の二代目中村七之助は暁星小学校時代の同級生）。慶應義塾大学卒業後、2006年入局。初任地時代から主にスポーツをメインに担当。身長は188cm。
2023年8月の異動で東京・渋谷の協会本部メディア総局アナウンス室から大阪局へ異動し、同時期に大阪局から渋谷へ異動となった大川悠介の後任として『NHKニュースおはよう関西』のキャスターに就任。

## 現在の担当番組
- 各種スポーツ中継（Jリーグ実況、NHK競馬中継、NFL、近代オリンピック（夏季・冬季）、パラリンピック他）
- NHKニュースおはよう関西（キャスター：2023年8月 - 〈平均3週間のローテーションで担当〉）
- ニュース845～関西のニュースと気象情報～（不定期　おはよう関西の非番回）
- 関西のニュース（不定期）

## 過去の担当番組
名古屋放送局時代（2006年度 - 2007年度）
- ここはふるさと 旅するラジオ ふるさとサポーター（2007年6月4日 - 7日）
- 東海北陸のニュース・中継・リポート

甲府放送局時代（2008年度 - 2010年度）
- スポーツ中継（高校野球、サッカーJリーグなど）
- もうすぐ山梨のおひる「ひるまえヴァンフォーレ」
- Newsまるごと山梨「まるごとスポーツ」（鹿島綾乃の代理キャスター）
- 山梨のニュース・中継・リポート

放送総局アナウンス室時代（1度目）（2011年度 - 2015年7月）
- ニュースウオッチ9（一柳亜矢子、廣瀬智美のスポーツキャスター代行）
- サタデースポーツ・サンデースポーツ（2011年4月 - 2012年3月・リポーター）
- Sportsプラス（2012年4月 - 2014年3月　司会）
- Nスペ5min. 生命大躍進  第1集  そして“ 目 ”が生まれた（ナレーション・2015年5月9日）

福岡放送局時代（2015年8月 - 2019年度）
- 福岡県・九州沖縄のニュース
- おはよう福岡・おはよう九州沖縄（隔週キャスター・2015年8月3日 - 2016年3月）
- ニュース845福岡（不定期）
- はっけんラジオ（不定期）
- ロクいち!福岡（不定期・戸田さんのアビスパ解説、出張生放送時のニュースキャスター、2017年3月）
- 災害報道派遣
  - 桜島噴火（2015年8月）：鹿児島放送局に派遣
  - 熊本地震（2016年4月）：大分放送局に派遣

G-Media時代（2020年度 - 2021年6月）
- 2020年7月の令和2年7月豪雨、前任地の福岡放送局に応援で戻り、災害情報を中心にローカルニュースを担当（2020年7月11日 - 14日）。

メディア総局アナウンス室時代（2度目）（2021年7月 - 2023年7月）
- Jリーグタイム（週替わり担当）
- 北京オリンピック（アルペン男子スーパー大回転、男子大回転ほか）
- サタデーウオッチ9（西川典孝の代理キャスター）（2022年9月3日）
- FIFAワールドカップ2022
  - グループB「イングランド」対「イラン」（2022年11月21日） - 現地実況
  - まもなく日本対ドイツ キックオフ直前スペシャル（2022年11月23日） - 現地特設スタジオ進行
  - グループE「日本」対「ドイツ」（2022年11月23日 - 11月24日） - 現地特設スタジオ進行
  - グループB「イングランド」対「アメリカ」（2022年11月25日） - 現地実況
  - グループB「イラン」対「アメリカ」（2022年11月29日） - 現地実況
  - グループF「クロアチア」対「ベルギー」（2022年12月1日） - 現地実況
  - 準決勝「フランス」対「モロッコ」（2022年12月15日） - スタジオ進行（道上美璃とともに）
  - 決勝「アルゼンチン」対「フランス」（2022年12月18日 - 12月19日、R1） - ラジオ実況
  - さわやか自然百景 「埼玉 北本の谷戸」（語り：2023年7月2日）[2]

大阪放送局時代（2023年8月 - ）

## 競馬GI実況実績
- 第39回ジャパンカップ（2019年11月24日）
- 第81回優駿牝馬（2020年5月24日）
- 第81回桜花賞（2021年4月11日）
- 第83回優駿牝馬（2022年5月22日）
- 第83回皐月賞（2023年4月16日）
- 第169回天皇賞（春）（2024年4月28日）[3]
- 第92回東京優駿（2025年6月1日、※日本ダービー初実況）